# Jakob Schuh
Jakob Schuh (* 26. März 1976 in München)  ist ein deutscher Regisseur. Seine bekanntesten Animationsfilme sind Der Grüffelo, Straße der Spezialisten und Engel zu Fuß.
Der Münchner gründete nach seinem Studium an der Filmakademie Baden-Württemberg, wo er seit 2003 unterrichtet, zusammen mit sechs Studienkollegen das Studio Soi.
2018 wurde Schuh in die Academy of Motion Picture Arts and Sciences berufen, die jährlich die Oscars vergibt. Seit Herbst 2022 ist er Mitglied der Deutschen Filmakademie.

## Filmografie
- 2005: Torvald und der Tannenbaum (Regie)
- 2007: Engel zu Fuß (Regie)
- 2007: Ernst im Herbst (Regie)
- 2009: Der Grüffelo (Drehbuch und Regie)
- 2016: Es war einmal … nach Roald Dahl (Revolting Rhymes, Regie)

## Auszeichnungen
Der Grüffelo (Regie: Jakob Schuh und Max Lang) wurde 2010 beim Trickfilmfestival Stuttgart mit dem Tricks for Kids Award für den besten Kindertrickfilm ausgezeichnet und für den BAFTA Award und 2011 für den Oscar als bester animierter Kurzfilm nominiert. 2018 wurde er ein weiteres Mal für seine Arbeit an "Revolting Rhymes" für den Oscar nominiert.